# Gösta Winbergh
Gösta Winbergh (Estocolmo, 30 de dezembro de 1943 – Viena, 18 de março de 2002) foi um tenor sueco especializado no repertório de Mozart.

## Biografia
Gedda não tinha qualquer tradição musical em sua família; ele próprio estudou engenharia estrutural e fazia parte de uma banda de rock, na década de 1960, até assistir sua primeira apresentação de ópera, em 1967; a experiência o comoveu tanto que decidiu seguir a carreira de cantor lírico. Inscreveu-se na prestigiosa Musikhögskolan, a Academia Real Sueca de Música, onde estudou com Erik Saedén, e deu sequência à sua formação no Conservatório de Ópera de Estocolmo.
Após sua estreia, em 1973, no papel de Rodolfo em La Bohème, de Puccini, na Ópera de Gotemburgo, tornou-se um membro da Ópera Real de Estocolmo, interpretando papeis como Don Ottavio em Don Giovanni, de Mozart, o conde Almaviva em Il Barbiere di Siviglia, de Rossini, Tamino em Die Zauberflöte, também de Mozart, Nemorino em L’Elisir d’Amore, de Donizetti, entre outros. Apresentou-se em diversos palcos no exterior, como em Copenhague, Aix-en-Provence, São Francisco e, em 1980, no Festival de Glyndebourne, onde interpretou Belmonte, no Rapto do Serralho, de Mozart, conquistando grande sucesso por sua voz suave e elegante. Posteriormente apresentou-se diversas vezes em Zurique e Nova York (no Metropolitan); suas performances em obras como o Don Giovanni, Lohengrin, de Wagner, Rigoletto, de Verdi e Turandot de Puccini, foram particularmente notórias e elogiadas. Desde 1981 passou a ser um convidado regular na Ópera de Zurique, onde interpretou diversos dos principais papeis das óperas de Mozart, em especial nas produções regidas por Nikolaus Harnoncourt, com direção de Jean-Pierre Ponnelle.
Pelos primeiros dois terços de sua carreira de 30 anos, Gösta Winbergh foi muito admirado como intérprete de Mozart. Seu Don Ottavio no Don Giovanni foi aplaudido no Metropolitan de New York, e no Festival de Salzburgo, bem como em  Houston, Chicago, Berlim e Barcelona. Interpretou Ferrando em Così fan tutte no Teatro da Corte de Drottninghom, e Tamino na Flauta Mágica em sua estreia no La Scala, em Milão. Entre outros papeis mozartianos célebres de sua carreira estão Idomeneo, Mitridate e Titus.
Frequentemente é mencionado como um dos maiores tenores de seu país, juntamente com Jussi Björling e Nicolai Gedda, e um dos grandes nomes mundiais. Morreu relativamente jovem, em seu apartamento em Viena, na Áustria, em 18 de março de 2002, vítima de um ataque cardíaco; em sua última apresentação interpretou Florestan, na ópera Fidelio, de Beethoven, encenada na noite anterior à sua morte pela Ópera Estatal de Viena. Para homenageá-lo o Prêmio Gösta Winbergh foi instituído em seu país natal, concedido anualmente a jovens tenores do país numa competição realizada no teatro Confidencen, na propriedade real de Ulriksdal, a algumas milhas dos arredores de Estocolmo.